# Tireur (comics)
Le Tireur (« Bullseye » en version originale) est un super-vilain évoluant dans l'univers Marvel de la maison d'édition Marvel Comics. Créé par les scénaristes John Romita Sr. et Marv Wolfman et le dessinateur Bob Brown (en), le personnage de fiction apparaît pour la première fois dans le comic book Daredevil (vol. 1) #131 en mars 1976.
Le Tireur est l'un des ennemis les plus acharnés du super-héros Daredevil. En 2009, le site spécialisé IGN le classe à la 20e place de sa liste des « 100 Greatest Comic Book Villain of All Time ».
Le personnage été adapté au cinéma, apparaissant dans le film Daredevil (2003) de Mark Steven Johnson, interprété par l'acteur Colin Farrell et dans la série Daredevil (2015), interprété par l'acteur Wilson Bethel.

## Création du personnage
Selon l'auteur Marv Wolfman, lors d’une interview dans l'émission Underground Online sur la chaîne « Comics Channel » :

« Bob Brown (en) est le dessinateur qui fut le premier à représenter Bullseye mais il n’a pas participé à sa création ; j’avais inventé le personnage, conçu une version approximative de son uniforme et, ensuite, avait fait la version définitive avec John Romita Sr.. »

## Biographie du personnage

### Origines
L'homme qui se fera appeler plus tard le Tireur (« Leonard » ou « Lester », identité réelle partiellement inconnue) était un formidable lanceur au baseball. Pendant la Seconde Guerre mondiale, il s'engagea dans l'armée et prenait un plaisir cruel à tuer ses ennemis.
Après la guerre, il se rendit en Afrique et travailla comme mercenaire. Il y apprit le maniement de la plupart des armes exotiques. De retour aux États-Unis, il devint tueur à gage indépendant et prit comme identité le nom de Benjamin Poindexter.

## Pouvoirs, capacités et équipement

### Pouvoirs et capacités
Le Tireur ne possède pas de super-pouvoirs à proprement parler. Toutefois, sa capacité presque surhumaine à utiliser n'importe quel objet du quotidien comme une arme mortelle peut être perçue comme telle. Par exemple, il a coupé la gorge d’une personne avec une carte à jouer, craché une de ses propres dents à travers un crâne humain, tué quelqu'un en lançant un avion en papier d’un immeuble vers un autre, et il a tué une femme avec un cure-dent projeté à travers une fenêtre sur une distance d’une centaine de mètres. Ce talent, mêlé à son don de précision, en fait un assassin redoutable.
En complément de ses talents, le Tireur est un athlète de très haut niveau possédant une agilité, des réflexes, une endurance et une rapidité comparables à celles d'un athlète olympique. Ses capacités athlétiques, cumulées avec sa parfaite coordination entre ses mains et ses yeux, font que ses réflexes sont bien supérieurs à ceux d’un être humain normal. C'est aussi un combattant à main nues hors pair et un maître en arts martiaux, très compétent dans le maniement des armes blanches et armes de jet traditionnelles (couteaux, fouets, saïs, fléchettes, shurikens, etc.) ainsi que des armes à feu.
À la suite d'un violent combat contre Daredevil qui l'avait laissé paralysé, le Tireur a été opéré par Lord Vent noir (en) (« Lord Dark Wind » en VO) pour renforcer son squelette par l'adjonction d'implants en adamantium. Sa colonne vertébrale est depuis entièrement recouverte de ce métal. Cela lui permet désormais de réaliser de prouesses normalement impossibles pour un être humain normal, les os de sa colonne vertébrale étant maintenant protégés de tout risque de fracture ; il peut ainsi soulever jusqu'à environ 175 kg. Ces implants augmentent également sa résistance aux blessures lors de ses combats à mains nues.
Contrairement à Wolverine, dont le squelette est entièrement recouvert d’adamantium, le Tireur a subi une technique d’implantation différente — pour le moment encore inconnue — ; celle-ci permet à son corps de supporter les implants en adamantium sans avoir besoin de facultés mutantes de guérison accélérée (facteur guérisseur) pour contrebalancer les effets toxiques de l'adamantium.
Au cours de l’une de ses incarcérations, il a été diagnostiqué comme étant porteur d'une forme extrêmement rare de daltonisme, appelée protanopie.

### Équipement
S'il utilise régulièrement des shurikens comme arme de jet, il est également arrivé au Tireur d’employer divers objets du quotidien comme projectiles, telles que des cacahuètes, un trombone, une balle de golf, des cartes à jouer, voire un stylo ou la canne d'aveugle de Daredevil. La liste complète des nombreux objets qu’il a transformés en armes mortelles est bien trop longue pour être énumérée.

### Mentalité
Durant ses combat, le Tireur fait souvent preuve d'une attitude arrogante et ne craint pas de recourir à l’intimidation ce qui, au fil du temps, est devenu son arme préférée. Il pense également que l’attention que les media lui accordent accroît son efficacité au combat car elle lui donne une réputation d’infaillibilité.
Le Tireur a un besoin compulsif d’étudier l’histoire, les talents et les relations de ses cibles avant de les éliminer. De cette façon, il peut anticiper nombre de leurs réactions et mouvements. Cependant, ce besoin impérieux de connaître l’histoire de ces futures victimes l'a souvent fait basculer du domaine professionnel vers le domaine personnel, en témoigne l’obsession qu'il portera à Elektra ou à Daredevil.

## Apparitions dans d'autres médias
Sauf indication contraire, les informations mentionnées dans cette section peuvent être confirmées par la base de données cinématographiques IMDb,  présente dans la section « Liens externes ».

### Cinéma
Interprété par Colin Farrell

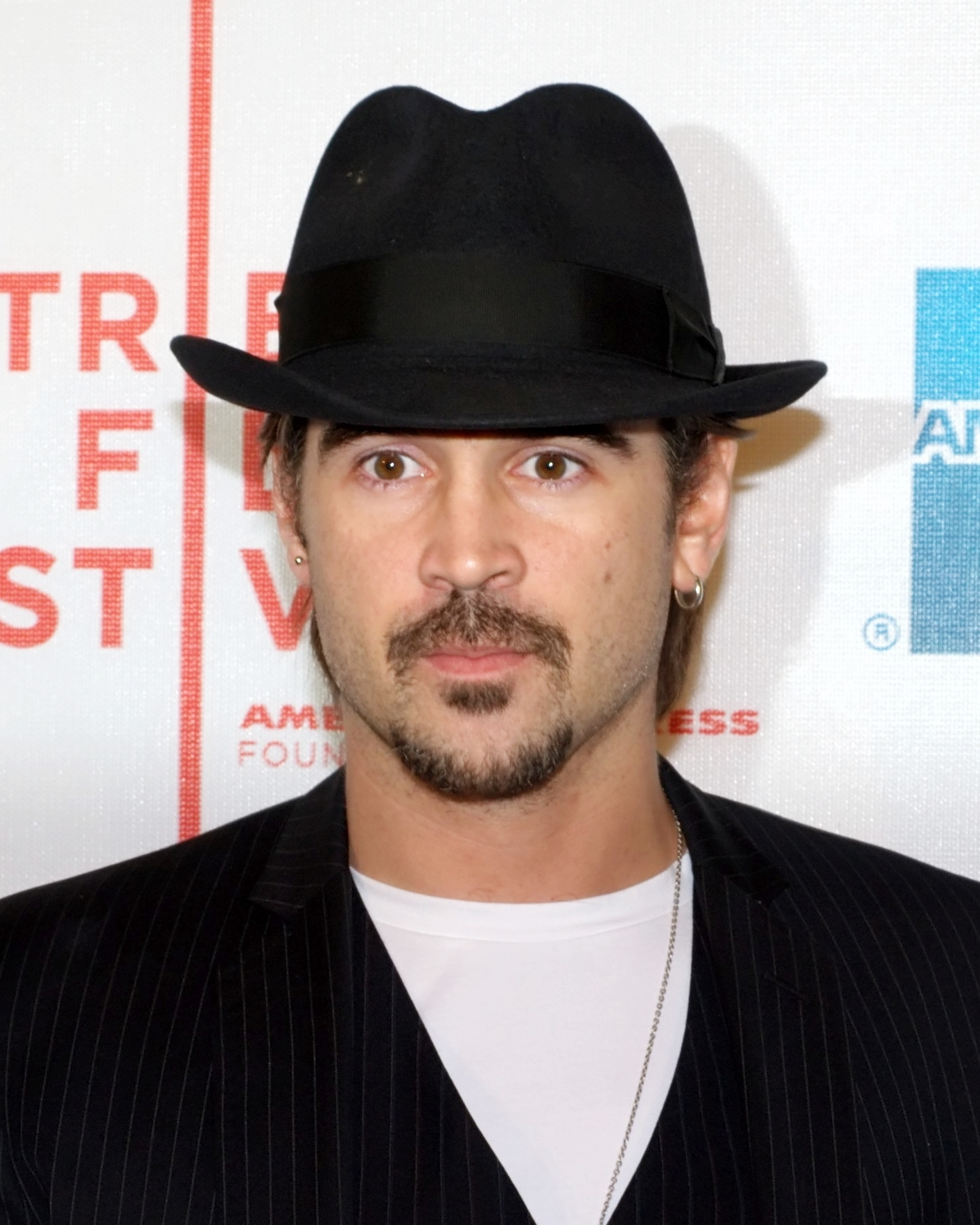
Colin Farrell incarne Bullseye dans Daredevil (2003).

- 2003 : Daredevil, réalisé par Mark Steven Johnson

Dans ce film, le personnage (nommé « Bullseye » en VF) est habillé d'un manteau noir et dispose d'une tenue bien différente de celle de son homologue des comics. Dans cette version, il est chauve, avec une cible marquée sur le front. Par ailleurs, il n'est pas Américain mais Irlandais.
Interprété par Curtis Small
- 2024 : Deadpool et Wolverine, réalisé par Shawn Levy

Dans ce film, le personnage (nommé « Bullseye » en VF) est habillé d'un manteau noir et dispose d'une tenue identique à son homologue du film de 2003. Il adopte donc toujours une tête chauve et la cible marquée sur son front. Par ailleurs, il est un membre des sbires de Cassandra Nova, qui est tuée dans le film.

### Télévision
Interprété par Wilson Bethel dans l'univers cinématographique Marvel
- 2018 : Daredevil (saison 3)

Dans cette version, le personnage se nomme Benjamin Leonard Poindexter. C'est un agent du FBI psychopathe, aux ordres du Caïd.
- 2025 :  Daredevil: Born Again (saison 1)

Continuité de la série précédente.